# Tenue de l'équipe de France de football
La tenue de l'équipe de France de football a subi, depuis le premier match officiel de celle-ci (contre la Belgique, en 1904) et tout au long de son histoire, nombre de changements. La couleur bleue ne finit par s'imposer comme maillot principal qu'après la Première Guerre mondiale en 1919 avec la création de la Fédération française de football ; auparavant le blanc régnait en maître avec ou sans rayures avant 1914, reléguant le maillot bleu à l'état de tenue de rechange.
Le maillot bleu est cependant tellement associé à l'équipe de France dans l'inconscient collectif français que parler des « Bleus » revient à parler de l'équipe nationale.

## Chronologie

### 1904-1919: Les débuts
Pour son premier match, le 1er mai 1904 face à la Belgique, l’équipe de France porte un maillot blanc avec, en écusson, les deux anneaux rouge et bleu entrelacés de l’Union des sociétés françaises de sports athlétiques, un short bleu et des bas rouges. 
Le 1er novembre 1906, pour le premier France-Angleterre de l'histoire (et une défaite 15-0), la France évolue en maillot rouge (short bleu, bas rouge) : ceci est la première utilisation d'une rechange (les Anglais portaient eux aussi un maillot blanc...). Cette même rechange passant du rouge au bleu à partir de la rencontre Angleterre-France (défaite 12-0) du 23 mars 1908, premier match de l'équipe de France avec un maillot bleu, un short blanc et des bas rouges. Contrairement à ce que de nombreuses sources affirment,, l'emblème du coq gaulois n'est pas apparu officiellement sur le maillot en 1909, mais plus vraisemblablement en 1920,.

Un maillot blanc rayé de bleu verticalement avec un col rouge (short blanc, bas rouges) est employé jusqu'à la Première Guerre mondiale, de 1910 à 1914.

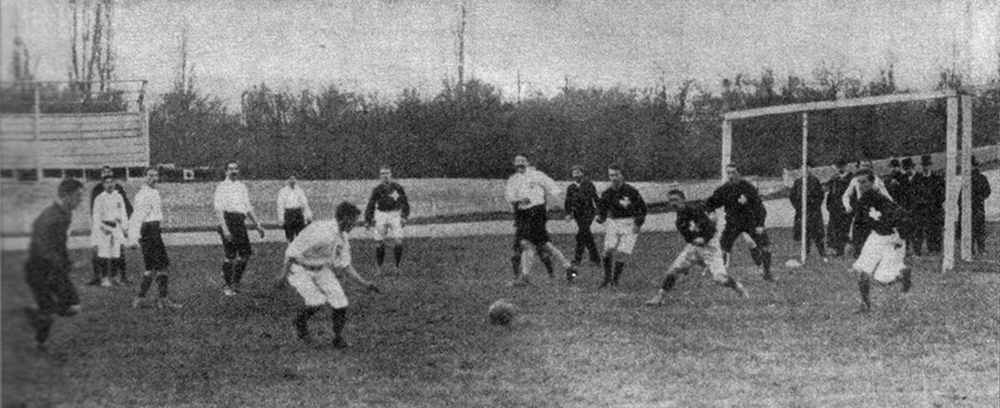
Match de l'équipe de France en blanc, face à la Suisse en 1905. Les joueurs Français portent des shorts de différentes couleurs.

| 1904-1909 | 1910-1919 |
| Tenue n°1 |           |

| 1906              | 1908 |
| Tenue de rechange |      |

### 1920-1962: Avant la télévision
Le 7 avril 1920, la fédération française de football est créée et remplace les divers groupements existants jusqu'alors (CFI, USFSA notamment). Le maillot de l'équipe de France est désormais bleu, le short blanc et les bas rouges. Ce sera désormais la tenue de référence. 
L'ensemble comportant un maillot rouge, un short blanc et des bas rouges et/ou bleu sera portée, comme rechange, lors de rencontres opposant l'équipe de France à une autre sélection évoluant avec un maillot bleu également, et ce, jusqu'au 6 juillet 1960, lors d'un France-Yougoslavie (défaite 4-5) au cours de l'Euro 1960. Le maillot blanc, historiquement premier maillot de l'équipe de France, ne sera porté qu'une seule et unique fois lors d'un match contre l'Écosse le 23 mai 1948 (victoire 3-0). 
| Tenue n°1 |
| Tenue n°1 |

|                   | Ecosse 1948 | Italie 1948 |
| Tenue de rechange |             |             |

### 1962-1993: Les bleus et le noir et blanc
L'émergence des retransmissions télévisées au début des années 1960 impose aux équipes d'avoir deux jeux de maillots aux couleurs contrastées, du aux retransmissions en noir et blanc. Le maillot blanc (la plupart du temps avec un short bleu et des bas rouges) devient alors la référence pour la tenue de rechange et supplante ainsi le maillot rouge dont le contraste sur un poste noir et blanc donnait une teinte bien trop proche de celle du bleu.
À noter que durant la Coupe du monde de 1978 la France joua face à la Hongrie avec un maillot vert et blanc qui n'était pas le sien. En effet, les deux équipes s'étaient présentées au stade avec leurs tenues «extérieur» respectives habituelles : maillot, short et bas blancs pour la Hongrie, maillot blanc, short bleu et bas rouges pour la France. La Hongrie était censée jouer en tenue «extérieur» et la France en «domicile». La faute incomba donc à l'intendance de l'équipe de France qui s'était trompé de jeu de maillots, et qui plus est n'avait pas apporté de maillots bleus dans les valises. Par conséquent, devant l'urgence et la difficulté de trouver un maillot conforme autre que le seul blanc dont ils disposaient, les Français se résignèrent à emprunter le maillot d'une petite équipe locale, le CA Kimberley, un maillot à rayures verticales blanches et vertes. 
| Tenue n°1 | URSS 1967 |
| Tenue n°1 |           |

| Norvège 1964      | Yougoslavie 1965 | 1966-1971 | 1969-1971 | Hongrie 1978 | 1969-1983 | 1983-1993 |
| Tenue de rechange |                  |           |           |              |           |           |

### 1994-2010: L'évolution des jeux de maillot
Le jeu de maillot de rechange évolue en 1994. Lors d'un déplacement à Naples pour affronter l'Italie, l'équipe de France joue pour la première fois entièrement en blanc, la Squadra Azzurra évoluant entièrement en bleu. Cette tenue de rechange blanche restera plusieurs années. 
Le 26 avril 1995, les Bleus reçoivent la Slovaquie et jouent en maillot bleu, short bleu et chaussettes rouges. C'est une première dans l'histoire et cette tenue reviendra trois ans plus tard face à la Croatie (lors de la demi finale de la Coupe du monde 1998) et face à Italie (lors de la finale de l'Euro 2000).
Face aux Pays-Bas, lors des phases de groupe de l'Euro 2000, les joueurs français évoluent en maillot bleu, short blanc et exceptionnellement avec des bas blancs en raison des bas rouges ressemblant trop aux bas oranges des Néerlandais.
Israël reçoit l'équipe de France le 30 mars 2005, match au cours duquel les israéliens jouent entièrement en blanc. Ainsi, la France évolue pour la première fois dans son histoire entièrement en bleu. Ce jeu de maillot servira durant quelques années, jusqu'à oublier la tenue traditionnelle (maillot bleu, short blanc et chaussettes rouges) qui reviendra en 2012.
En décembre 2006, le président de la Fédération française de football, Jean-Pierre Escalettes annonce que les Bleus rejoueront en rouge dans les prochaines années. Lors d'un déplacement en Espagne le 6 février 2008, l'équipe de France aborde son nouveau maillot rouge avec un short bleu et bas bleus comme tenue de rechange (défaite 1-0), alors que les joueurs espagnols jouent avec un maillot couleur or, short blanc et bas blancs . Le maillot rouge est de nouveau utilisé lors de la rencontre à domicile face à l'Équateur (avec short blanc et bas bleus), le 25 mai 2008 (victoire 2-0).

Finalement, le maillot rouge n'aura été utilisé que lors de ces deux rencontres (sur 24 matches coïncidant avec l'abandon du blanc pour la seconde tenue), étant à l'origine d'un paradoxe. En effet, en qualité d'équipe recevante, l'équipe d'Espagne aurait dû jouer en rouge qui est sa couleur traditionnelle et l'Équipe de France aurait pu conserver sa tenue bleue. De même qu'en recevant l'Équateur, l'Équipe de France aurait dû jouer en bleu, tout en permettant aux joueurs équatoriens de conserver leur premier maillot jaune comme ce fut le cas lors de ce match (d'autant que le bleu est la seconde couleur de l'équipe de l'Équateur). Ce paradoxe s'explique par une volonté commerciale visant à la promotion dudit maillot, alors que la tenue bleue aurait davantage convenu. 
Quelle que soit la couleur du maillot, le short est soit bleu, soit blanc et les chaussettes peuvent être bleues, blanches ou rouges.
La firme française Adidas avait prévu, pour l'Euro 2008, trois tenues : le maillot bleu, short blanc, bas rouges, en premier choix. Le tout en bleu en deuxième possibilité. Et le maillot rouge, short blanc, bas bleus complètent l'offre afin de répondre aux couleurs des adversaires, la Fédération française de football ayant toutefois repoussé l'idée du tout en rouge. À noter que le maillot rouge comme seconde tenue n'aurait pu être utilisé que lors d'une hypothétique demi-finale Italie-France (et non France-Italie), aucune autre nation n'ayant de maillot bleu comme premier jeu.
|           | 1994-2005 | 1998-2000 | 2005-2010 |
| Tenue n°1 |           |           |           |

| 1994-2010         | 2002-2006 | Espagne 2008 | Équateur 2008 |
| Tenue de rechange |           |              |               |

### Depuis 2011: les maillots bleus et blancs signé Nike
De 1972 à 2010, l'équipe de France a été en contrat avec l'équipementier allemand Adidas qui lui fournissait ses tenues et ses équipements. À la suite d'un appel d'offres qui s'est tenu en 2008, l'équipementier américain Nike est désigné comme son prochain partenaire pour la période 2011-2018,. Dans un premier temps, les joueurs français joueront essentiellement avec une tenue entièrement bleue. 
Le 29 mars 2011, à l'occasion du match face à la Croatie au Stade de France, Nike dévoile un maillot blanc à rayures bleu foncé inspiré de la traditionnelle marinière, perçue comme un symbole de mode à la française. Les Bleus n'avaient plus évolué avec un maillot à rayures depuis la Coupe du monde de 1978. Mais mal accueilli par les supporters, le maillot disparait dès l'année suivante et la marque revient au maillot blanc traditionnel.
Qualifiés pour l'Euro 2012, les joueurs français ont évolué pour la première fois en phase finale d'une compétition majeure en maillot bleu, short bleu et bas bleus et en rechange maillot blanc, short blanc et chaussettes blanches.
En déplacement en Finlande en septembre 2012, les joueurs évoluent en maillot bleu, short blancs et chaussettes bleus.
Pour son déplacement en Amérique du Sud lors de l'été 2013, Nike dévoile un maillot de rechange bleu ciel face à l'Uruguay et au Brésil. Couleur jusqu'alors inédite, beaucoup de supporters ont comparé ce maillot à celui du club anglais de Manchester City.
En vue de la Coupe du monde de 2014, l'équipe de France retrouve ses couleurs emblématiques. Nike remet au gout du jour sa tenue maillot bleu, short blanc et bas rouges. Ce design du maillot rend hommage à l'équipe de France de 1958, qui s'était hissée en demi-finale lors de la Coupe du monde en Suède. Concernant la seconde tenue, l'équipe de France retrouve sa marinière mais avec des rayures beaucoup plus discrètes (rayures gris claires), ne faisant ainsi pas l'objet de critiques comme en 2011. La tenue est complétée par un short bleu et des bas blancs.
À partir de septembre 2014, la France évolue avec une tenue n° 1 bis (maillot bleu, short bleu et chaussettes rouges) lorsque l'équipe adverse porte un short blanc.
En 2015, l'équipe de France conserve sa première tenue mais la tenue de rechange est de nouveau modifiée et présentée à l'occasion du match face au Danemark, le 29 mars. La marinière est abandonnée pour un maillot blanc avec un liseré rouge, qui se prolonge sur le short bleu. La tenue est complétée par des bas marinières.
Le 7 octobre 2017, dans le cadre des qualifications à la Coupe du monde 2018 en Russie. Les Bleus ont évolué en maillot bleu, short bleu et chaussettes blanches face à la Bulgarie.
| 2011-2018 | 2016-2018 | 2012-2018 | Finlande 2012 · Australie 2018 | Bulgarie 2017 |
| Tenue n°1 |           |           |                                |               |

| 2011              | 2012-2017 | 2013 | 2014-2018 | 2016 |
| Tenue de rechange |           |      |           |      |

## Étude par maillot

### Le maillot bleu
Il est évident que le maillot bleu est celui de référence de l'équipe de France, se traduisant par le nombre de fois où il a été utilisé et par son aura ; les joueurs français sont d'ailleurs surnommés Les Bleus.
Le premier match de l'équipe de France avec un maillot bleu, un short blanc et des bas rouges fut un Angleterre-France, le 23 mars 1908.
Le 7 avril 1919, la Fédération française de football est créée et remplace les divers groupements existants jusqu'alors (Comité Français Interfédéral, USFSA notamment). Dès lors, le jeu de maillot bleu, short blanc et bas rouges devient la tenue de référence.
Une variante de celle-ci apparaît le 26 avril 1995 lors de la rencontre contre la Slovaquie pour le compte des éliminatoires de l'Euro 1996 : maillot bleu, short bleu, bas rouges. Cette tenue est reprise ponctuellement, notamment lors de la demi finale de la Coupe du monde 1998 face à la Croatie et lors de la finale de l'Euro 2000 face à Italie. Reprise de plus en plus fréquemment dans les années 2000-2010, elle devient la tenue n°1 bis officielle en 2014.

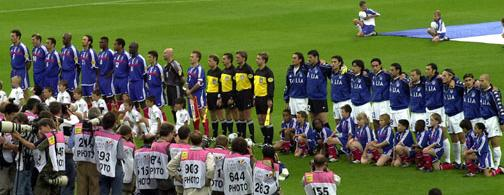
L'équipe de France, à gauche, lors de la finale de l'Euro 2000 face à l'Italie en maillot bleu, short bleu et bas rouges.

Une autre variante (maillot bleu, short et bas blancs) est utilisée à trois reprises : le 25 mars 1998 lors d'un Russie-France, le 21 juin 2000, lors de l'Euro 2000 contre les Pays-Bas, et le 18 février 2004 lors d'un Belgique-France.
Une des dernières variantes (maillot bleu, short bleu et bas bleus) a été utilisée pour la première fois le 30 mars 2005 contre Israël en match qualificatif pour la Coupe du monde de 2006. Après cette compétition, la tenue entièrement bleue finit même par supplanter le jeu de maillot traditionnel (maillot bleu, short bleu et bas rouges), avant le retour de ce dernier jeu en 2014.

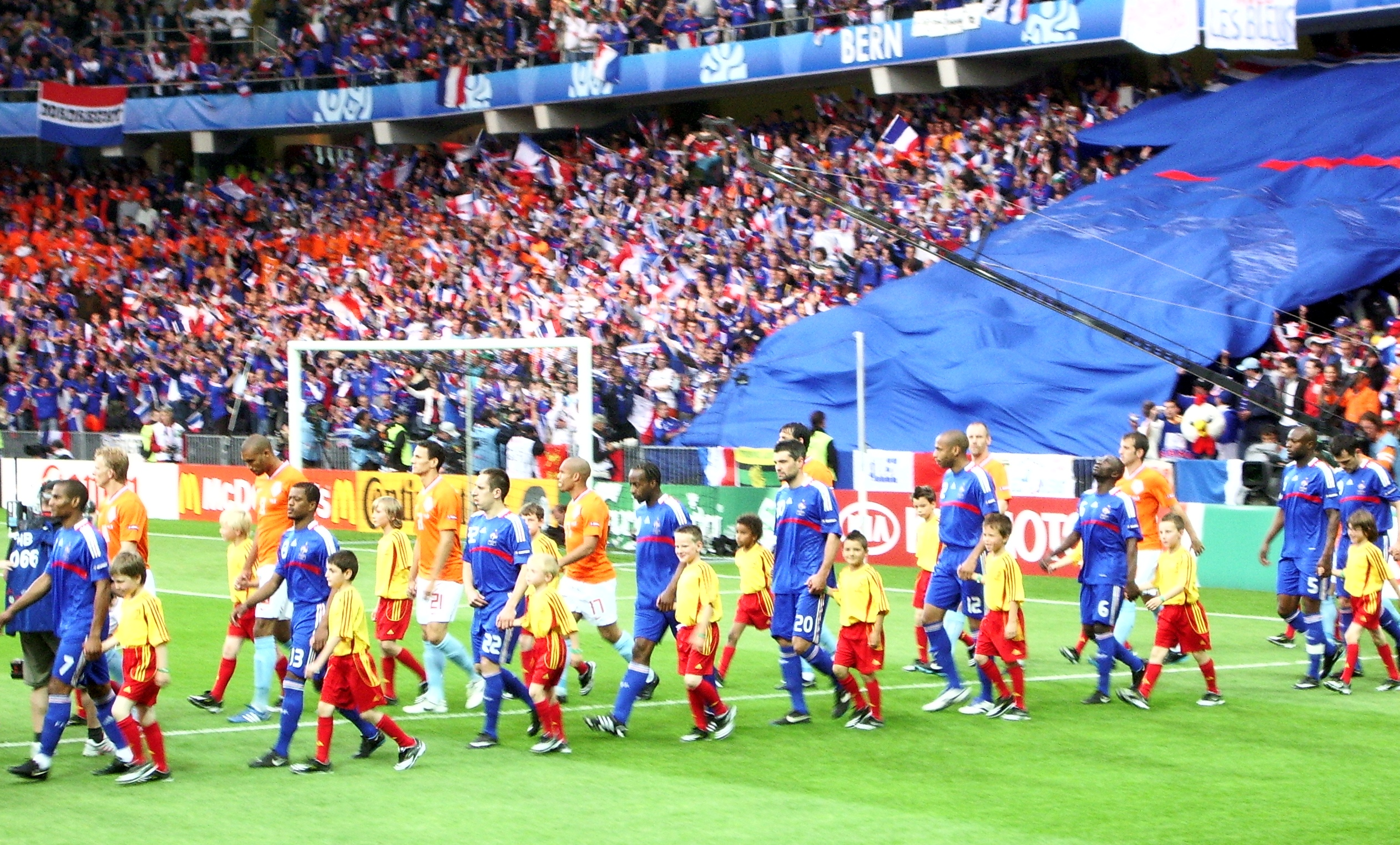
L'équipe de France en maillot, short et chaussettes bleus lors du match France-Pays-Bas de l'Euro 2008.

| 1906                     | 1995 | 1998 | 2005 | 2012 | 2017 |
| Maillot bleu depuis 1906 |      |      |      |      |      |

### Le maillot blanc
Le maillot blanc (1904-1910, puis rayé de bleu verticalement 1910-1914) est porté en tant que maillot principal jusqu'en 1919, date de la création de la Fédération française de football Association. Après cette date, il devient le troisième maillot de l'équipe de France derrière le maillot rouge et ne sera porté durant la période 1919-1960 qu'à une seule occasion : Lors d'un match contre l'Écosse le 23 mai 1948 (victoire 3-0) (maillot blanc, short bleu, bas rouges). 
L'émergence des retransmissions télévisées, au début des années 1960, impose aux équipes d'avoir deux jeux de maillots contrastés (noir et blanc oblige!) : le maillot blanc (short bleu ou blanc, bas rouges, blancs ou bleu) supplantera donc le maillot rouge pour ce motif-là, devenant ainsi le maillot de rechange de l'équipe de France pendant quarante-quatre ans (1964-2007). 
Du France-Hongrie qualificatif pour l'Euro 1964 (défaite 1-3) du 25 avril 1964 au 7 septembre 1983 et le Danemark-France (défaite 3-1), la rechange des bleus sera principalement un maillot blanc avec un short bleu et des bas rouges. 
Une première variante (employée une seule fois) ; maillot blanc, short blanc, bas bleus a été utilisée le 18 avril 1965 lors du Yougoslavie-France (défaite 1-0), pour le compte des éliminatoires de la Coupe du monde 1966. 
Une seconde variante ; maillot blanc, short blanc, bas rouges et bleus fut portée lors d'URSS-France (3-3) le 5 juin 1966. Lors de la rencontre Uruguay-France (défaite 2-1) Coupe du monde 1966, l'équipe de France portait la tenue suivante : maillot blanc, short blanc, bas rouges. Elle portera à nouveau cette dernière tenue le 17 octobre 1968 lors de France-Espagne (1-3) , le 17 mars 1971 lors d'Espagne-France (2-2), le 13 octobre 1972 lors du France-URSS (victoire 1-0) qualificatif pour la Coupe du monde 1974, le  13 octobre 1998 lors du France-Russie (victoire 3-2) qualificatif pour l'Euro 2000, ainsi qu'une dernière fois le 1er septembre 2001 lors du match Chili-France (défaite 2-1). 
Lors du match Yougoslavie-France (défaite 1-0) du 12 novembre 1983, L'équipe de France se produit en maillot blanc, short bleu, bas blancs ; ce sera dès lors la tenue de rechange et ce jusqu'à l'euro 1992. Portée une dernière fois le 18 juin 2006 en coupe du monde contre la Corée du Sud (1-1). 
Enfin, la dernière variante connue est la suivante : maillot blanc, short blanc, bas blancs. Elle fut portée pour la première fois le 22 mai 1976, lors d'un Hongrie-France (défaite 1-0). Par la suite on la vit trois autres fois de 1980 à 1992 : le 9 septembre 1981, lors d'un Belgique-France (défaite 2-0) qualificatif pour la Coupe du monde 1982, le 16 août 1989 lors d'un Suède-France (victoire 4-2) et le 12 octobre 1991 contre l'Espagne (victoire 2-1) qualificatif pour l'Euro 1992. Cette toute dernière tenue finit par s'imposer comme rechange principale de l'équipe de France après l'Euro 1992, à partir de la rencontre du 17 février 1993 contre Israël(victoire 4-0) , et ce, jusqu'au France-Maroc (2-2) du 16 novembre 2007, suppléée ponctuellement par l'ensemble maillot blanc, short bleu, bas blancs.
La France a eu recours au maillot blanc (short blanc, bas blancs) lors du match face au Brésil (victoire 1-0) en 1/4 de finale le 1er juillet 2006, lors de la coupe du monde 2006 alors que le Brésil, premier nom sur l'intitulé du match, avait choisi d'évoluer dans ses couleurs traditionnelles (maillot jaune, short et chaussettes bleues), ce qui laissait donc la possibilité à l'équipe de France de jouer également dans son jeu traditionnel (maillot bleu, short blanc, bas rouges). Elle opta pour l'ensemble de "rechange" par superstition : elle venait d'éliminer l'Espagne en 1/8 de finale (victoire 3-1) avec cette tenue et choisît de reconduire le maillot victorieux. Ce maillot l'a suivi tout au long du second tour de l'épreuve dès les 1/8 de finale à la finale ; l'équipe de France ne joua qu'un seul de ses trois premiers matchs du 1er tour en maillot blanc (short bleu, bas blancs), le 18 juin 2006 contre la Corée du Sud (1-1).
| 1904                      | 1962 | 1964 | 1965 | 1968 | 1976 | 1983 | 2016 |
| Maillot Blanc depuis 1904 |      |      |      |      |      |      |      |

Le maillot blanc, anciennement maillot numéro un (1904-1914), possède une trajectoire assez singulière: Boudé pendant quarante ans (1919-1960), puis avec  l'avènement de la télévision, et ce jusqu'au retour du maillot rouge en 2008, propulsé unique maillot de rechange. Cet aspect singulier a entraîné un nombre d'utilisations bien plus important que tous les autres maillots de rechange et a forgé dans l'imaginaire collectif des supporters français une légitimité plus grande que le maillot rouge.

### Le maillot rouge

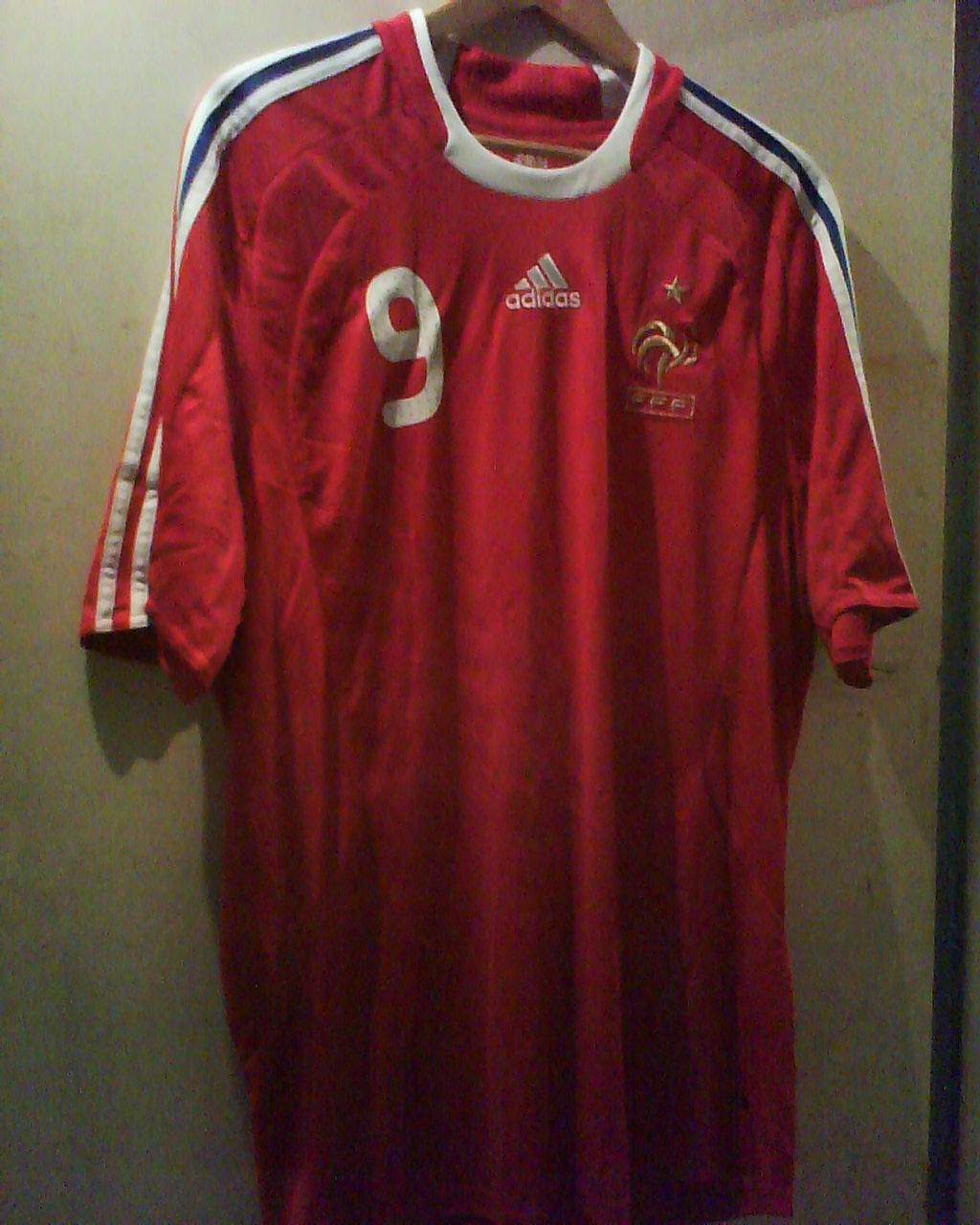

Historiquement, le maillot rouge fut le premier maillot de rechange de l'équipe de France : le  1er novembre 1906, pour le premier France-Angleterre (défaite 15-0), la France évolue en maillot rouge, short bleu, bas rouges face aux Anglais évoluant en blanc. La tenue comportant un maillot rouge, un short blanc et des bas rouges et/ou bleu sera portée, comme rechange, lors de rencontres opposant l'équipe de France à une autre sélection évoluant avec un maillot bleu également, et ce, du 8 février 1921 et de la rencontre France-Irlande amateur (défaite 1-2), jusqu'au 6 juillet 1960, lors d'un France-Yougoslavie (défaite 4-5) au cours de l'Euro 1960.
Durant cette période, le maillot rouge est porté lors de certaines confrontations avec l'Uruguay, la Yougoslavie, l'Islande, l'Écosse et l'Italie.  Le bilan de la période 1906-1960 : 5 victoires, 5 nuls et 12 défaites ; 36 buts marqués et 59 encaissés. Excepté la première rencontre avec les Anglais en 1906, toutes les autres rencontres eurent lieu en France : Contrairement à la tendance actuelle qui veut que ce soit l'équipe "visiteuse" qui fournisse une tenue de rechange, c'était alors à l'équipe « hôtesse » de changer son maillot.
Fin 2007, Adidas présente des nouveaux kits de maillot pour ses équipes nationales de foot, pour la France le maillot rouge extérieur refait son apparition en remplacement du maillot blanc, il sera porté le 6 février 2008, contre l'Espagne, en match amical (défaite 1-0), ainsi que lors de sa rencontre contre l'Équateur (short blanc, bas bleus) le 25 mai 2008 (victoire 2-0). Cependant ce maillot sera plus jamais réutilisé par la suite, bien que resté en vigueur comme maillot extérieur officielle, jusqu'à son abandon définitif en novembre 2009, période à laquelle de nouveaux maillots domicile et extérieur apraîssent à partir d'un match contre l'Irlande (victoire 0-1), en match aller des barrages pour le Mondial 2010, faisant resurgir le maillot blanc comme maillot extérieur.
| 1906 | 1954 | 1969 | Espagne 2008 | Équateur 2008 |  | Maillot rouge depuis 1906 | Maillot rouge depuis 1906 | Maillot rouge depuis 1906 | Maillot rouge depuis 1906 |

### Autres maillots
| 1910-1919 | Hongrie (Mondial 1978) | 2013 |

## Équipementiers

### Avant Adidas
De 1919 à 1972, le maillot de l'équipe de France de football n'avait guère changé quant à sa forme : un maillot uni avec un coq sur la poitrine gauche, seuls le col, l'allure du coq, ainsi que la nuance de bleu ont évolué (très peu en fait) au cours de cette période. De 1919 à 1962, le maillot comporte invariablement un col droit boutonné, un coq et aucune mention d'équipementier, bien que ce soit la firme Le coq sportif qui fournit l'équipe de France depuis les années 1950. À partir de 1962, le col devient rond sans rabats, toujours sans mention d'équipementier.

### L'ère Adidas
En 1972, l'équipe de France porte pour la première fois de son existence un maillot conçu par la firme Adidas, une quinzaine de modèles suivront jusqu'au 31 décembre 2010, date de la fin du contrat liant l'équipe de France à Adidas.

### L'ère Nike
Le 22 février 2008, le Conseil fédéral réuni ce jour a désigné Nike comme équipementier officiel de l’Équipe de France et de la Fédération française de football pour la période courant du 1er janvier 2011 à la fin de la saison sportive 2017-2018. Nike versera à la FFF une contribution financière garantie de 320 M € sur la durée du contrat, soit une moyenne de 42,66 M € par saison (le contrat s’étalant sur sept saisons et demie), ce qui en fait le maillot le plus cher du monde pour une équipe nationale. À cette contribution s’ajouteront une dotation en équipements de 2,5 M € par saison complète et des primes liées aux performances de l'Équipe de France lors des phases finales de la Coupe du monde et de l’Euro. Au total, le nouveau contrat apportera à la Fédération des ressources quatre fois et demie supérieures à celles que lui procure le contrat actuel.
Le design du maillot 2011 de l'équipe de France contraste nettement avec les propositions précédentes d'Adidas. Le maillot est bleu uni, sans les traditionnelles trois bandes emblématiques de la firme allemande qui accompagnaient l'équipe de France depuis près de quarante ans. La culotte est blanche et les bas sont rouges à revers bleus, seule fantaisie pour un maillot qui puise son inspiration dans le design des maillots des années cinquante en optant pour une sobriété le différenciant nettement des designs très marqués des maillots de l'époque Adidas.
Le maillot extérieur de l'équipe de France est dévoilé le 7 mars 2011 par Nike. Il crée l'étonnement car il s'agit en fait d'une marinière blanche à rayures bleu marine. Le maillot a une allure vintage et une coupe ajustée. On retrouve le coq surmonté de l'étoile de champion du monde sur la poitrine, dans le même coloris que les rayures. À l'intérieur du maillot, la phrase « nos différences nous unissent » est inscrite au niveau du cœur. Nike a cherché, au travers de son maillot, à afficher la rupture avec Adidas.
Nike innove en 2012 avec un maillot domicile bleu (rayé en deux teintes de bleu) et affichant des flocages (noms et numéros) dorés alors qu'ils étaient blancs jusque-là.
Le maillot extérieur repasse au blanc pour l'année 2012, puis, en 2013 ce maillot extérieur devient bleu très clair (semblable aux couleurs de Manchester City). Le maillot domicile restant bleu sombre, le contraste entre les deux maillots est aussi marqué que du noir et blanc. Poussée par la coupe du monde au Brésil en 2014, la vente de maillots de l'équipe de France a dépassé les 1,5 million.
En 2016, Nike dévoile les deux nouveaux maillots pour l'Euro 2016, le domicile est bleu avec des épaules plus foncés avec un flocage blanc et le maillot extérieur est blanc avec une épaule bleu et une en rouge et un flocage noir. Cette même année, la Fédération Française de Football prolonge son contrat avec Nike jusqu'en 2026. 
Pour le Mondial 2018, le maillot domicile comporte deux nuances de bleu avec un ton plus clair sur les manches. Le maillot extérieur est blanc avec un effet moucheté. Après la victoire de l'équipe de France en Coupe du Monde, Nike se retrouvera dans l'incapacité de fournir suffisamment de maillots avec les deux étoiles de champion du Monde et une véritable pénurie de maillots aura lieu.
Pour l'Euro 2020 (reporté à 2021 en raison de la pandémie de Covid-19), le maillot domicile est bleu marine avec des bandes bleues claires façon marinière et la fameuse bande rouge, rappelant les maillots victorieux de 1984, 1998 et 2000. Le maillot extérieur est d'un blanc épuré avec deux bandes latérales tricolores, rappelant le drapeau français.

## Maillots commémoratifs ou ponctuels

### Les Bleus en vert et blanc
Le 10 juin 1978, à Mar del Plata, lors de la Coupe du monde en Argentine, l’équipe de France porte un maillot rayé vert et blanc qui n'est pas le sien contre la Hongrie (victoire 3-1),. Les deux équipes s’étaient présentées sur le terrain avec leur tenue « extérieur » comprenant un maillot blanc pour l'une et l'autre (identiques, mis à part les couleurs de parement et le blason, car les deux fédérations avaient le même équipementier). N'ayant pas lu la note de la FIFA demandant à l'équipe de se présenter avec le maillot bleu (et non le blanc comme l'aurait apparemment spécifié une note plus ancienne), le responsable de l'intendance française se trompa et emporta dans les valises uniquement le jeu de maillots « extérieur » (blanc, short bleu, bas rouges). Dans l'urgence, le club local du CA Kimberley prêta ses maillots à l’équipe de France qui gagna le match 3-1, dont le coup d'envoi fut donné avec quarante minutes de retard.

### Centenaire de laFIFA
Le 20 mai 2004 dans le cadre du centenaire de la FIFA, la France et le Brésil portaient en première mi-temps des maillots d'époque. Le maillot des Français imitait le maillot porté en 1904 contre la Belgique à Bruxelles, mais repeint en bleu, car l'original était blanc. Le maillot brésilien était blanc et s'inspirait de la tenue portée en 1914 pour le premier match officiel de la Seleção.

### Centenaire de laFFF

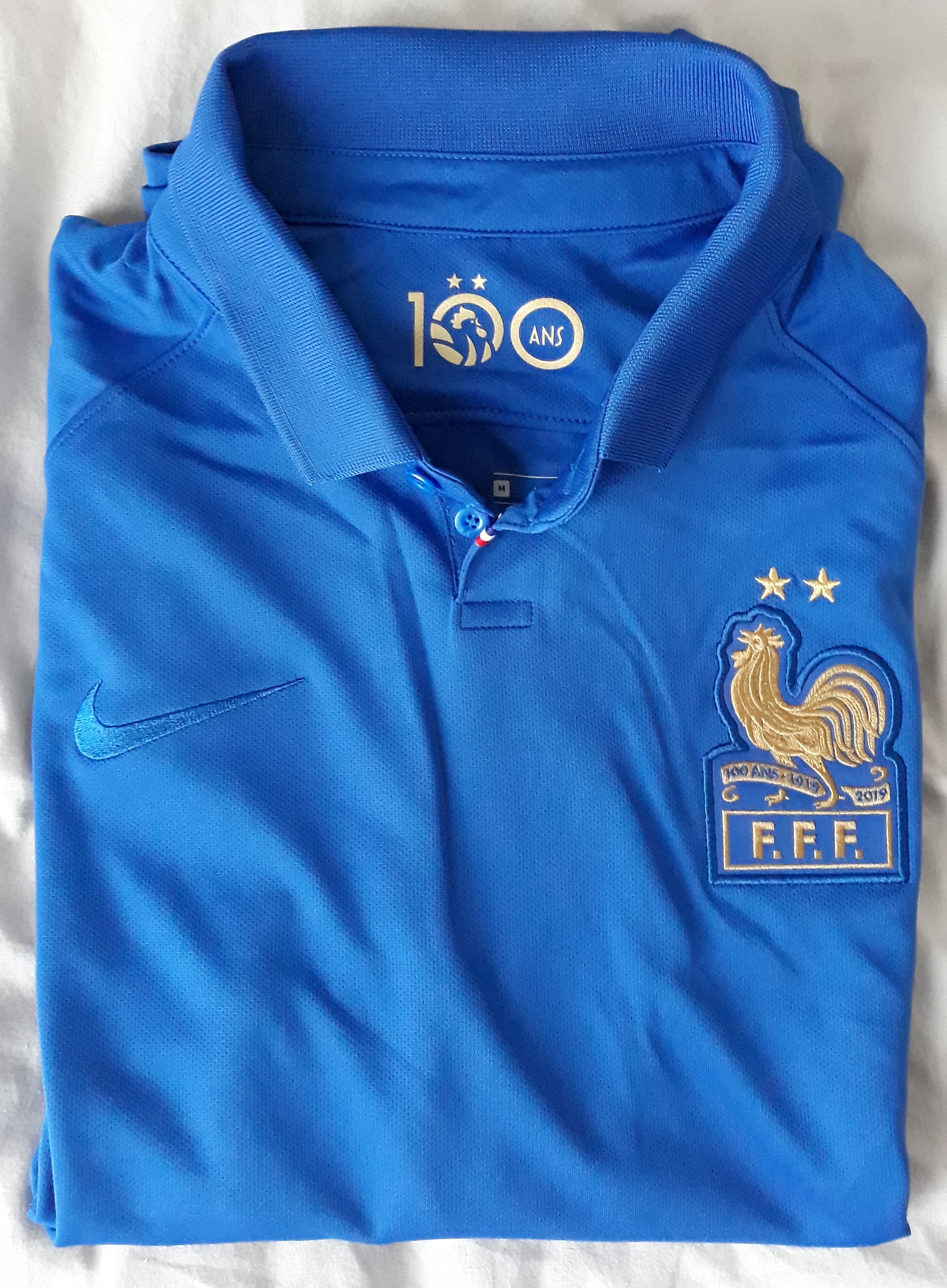
Maillot du centenaire de la FFF

Le 25 mars 2019 pour le centenaire de la FFF créée le 7 avril 1919, les Bleus ont porté un maillot spécial conçu par Nike à l'occasion du match contre l'Islande comptant pour les éliminatoires de l'Euro 2020. Le maillot, d'un bleu plus clair par rapport au maillot domicile habituel, comporte un col polo et un blason redessiné avec la mention 100 ans, 1919-2019.

## Autour du maillot

### Apparition du coq
Le coq fait son apparition sur le maillot national en 1909, surmontant le sigle CFI, puis les deux anneaux entrelacés du USFSA le 12 janvier 1913.  C'est le Comité français interfédéral, représentant de la France à la FIFA depuis 1908 qui initie cette innovation. Il est toujours porté à gauche sur la poitrine. À noter que le 13 octobre 1973, lors de RFA-France à Gelsenkirchen, le coq est exceptionnellement brodé à droite et non à gauche.

### Numérotation

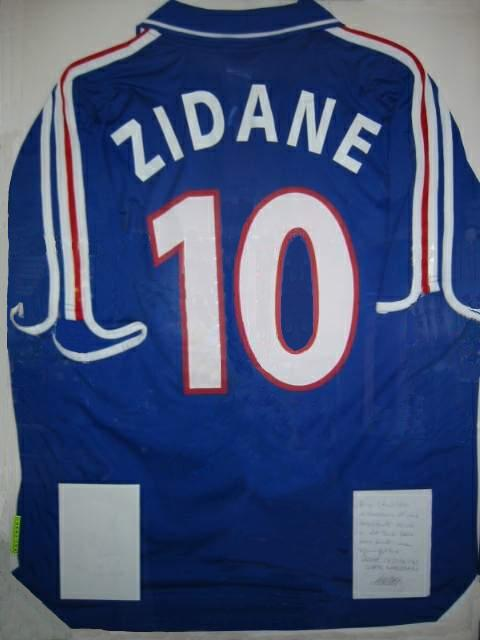
Le maillot de Zinedine Zidane floqué avec le no 10

C’est le 4 avril 1948 face à l’Italie que pour la première fois les maillots (rouges à cette occasion) de l’équipe de France sont numérotés dans le dos. Le 13 octobre 1972, lors de la rencontre qualificative pour la coupe du monde 1974 contre l'U.R.S.S. (victoire 1-0), l'équipe de France arbore pour la première fois de son histoire des numéros sur la poitrine des joueurs. Elle renouvellera l'opération pour le match contre la Grèce du 8 septembre 1973 (victoire 3-1).  Il faudra attendre ensuite la phase finale de l'euro 1992 pour revoir l'équipe de France avec des numéros sur la poitrine, ainsi que sur l'avant droit des shorts. Lors des phases finales des coupes du monde 1978, 1982 et 1986, ainsi que lors de la phase finale de l'euro 1984, les numéros apparaissaient seulement sur l'avant droit des shorts des joueurs. Depuis la phase finale de l'euro 1996, les numéros apparaissent régulièrement sur le devant du maillot, sauf pour le début de l'ère Nike en 2011. Ces numéros à l'avant du maillot sont au niveau de la poitrine jusqu'en 2005 puis sont décalés sur le côté gauche ensuite, par choix d'Adidas puis de Nike (le coq étant sur le côté droit, lorsque le maillot est vu de face). Les noms des joueurs sont apparus pour la première fois au dos du maillot, au-dessus du numéro, durant la phase finale de l'euro 1992, puis réapparaissent pendant la phase finale de l'euro 1996. Depuis cette phase finale, les noms sont présents au dos du maillot lors de toutes les phases finales, mais aussi lors de la majorité des autres matchs.

### Intitulé du match
Le 14 octobre 1951 à l’occasion de Suisse-France, l’intitulé du match est brodé sous le coq pour la première fois.

### Les étoiles des champions du monde
La première étoile fait son apparition le 5 septembre 1998 à l’occasion du match Islande-France (1-1). La seconde étoile a été arborée pour la première fois en match officiel le 6 septembre 2018 face à l'Allemagne (0-0) pour le premier match de la Ligue des nations 2018-2019.

### Le badge de champion du monde
Le badge de champion du monde décerné par la FIFA et inauguré par l'Italie après son titre 2006, a orné les maillots des Bleus durant quatre ans, jusqu'à la Coupe du monde en 2022 au Qatar. Le maillot bleu réservé aux matches à domicile présente un badge blanc où le trophée de la Coupe du Monde est brodé en doré. La tunique blanche affectée aux rencontres à l'extérieur est quant à elle décorée d'un badge doré avec un trophée blanc (ainsi que pour le maillot domicile avec logos et flocages doré).

### Le premier échange de maillots
Le 14 mai 1931, la France bat l'Angleterre 5 buts à 2. À la fin du match et afin de garder un souvenir de cette mémorable victoire, les joueurs français proposent aux joueurs anglais d'échanger les maillots. Ceux-ci acceptent et pour la première fois, des joueurs échangent leurs maillots. Pour l'anecdote, les maillots tricolores étaient en coton, et ceux des Anglais étaient une chemisette en soie.

### Opération caritative

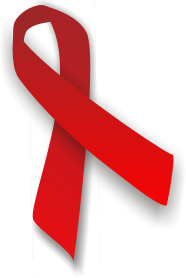
Le ruban rouge de la lutte contre le sida.

Le 14 décembre 1994 à Trébizonde, lors du match Azerbaïdjan-France, dans le cadre des éliminatoires de l'Euro 1996, l'équipe de France porte sur son maillot le ruban rouge, symbole de la lutte contre le sida.
Le 2 juin 2009, à l'occasion du match France-Nigeria (Défaite 0-1) les maillots des joueurs sont floqués avec des lettres en braille, pour célébrer le bicentenaire de la naissance de Louis Braille.

## Galerie

### Tenueno1
| CM 1958 | 1962 | CM 1966 | 1972 | CM 1978 | CM 1982 | Euro 1984 | CM 1986 | 1986/89 | 1990 |

| Euro 1992 | 1994 | Euro 1996 | CM 1998 | Euro 2000 | CM 2002 | Euro 2004 | CM 2006 | Euro 2008 | 2009 |

| CM 2010 | 2011 | Euro 2012 | CM 2014 | Euro 2016 |  | CM 2018 |  | Euro 2020 |  | CM 2022 | Euro 2024 |

### Tenue de rechange
| CM 1958 | CM 1966 | CM 1978 | CM 1982 | Euro 1984 | CM 1986 | 1986/89 | 1990 | Euro 1992 | 1994 |

| Euro 1996 | CM 1998 | Euro 2000 | CM 2002 | Euro 2004 | CM 2006 | Euro 2008 | CM 2010 | 2011 | Euro 2012 |

| 2013 | CM 2014 | 2015 | 2016 | Euro 2016 | E-CM 2018 | CM 2018 | Euro 2020 | CM 2022 | Euro 2024 |

### Tenues spéciales
| CM 1978 |  | 2004 - 100 ans FIFA |  | E-Euro 2020 - 100 ans FFF |

### Tenue des gardiens
| 1930 (Thépot) | 1934-1938 |  | CM 1954-1958 (Remetter) |  | CM 1958-Euro 1960 (Abbes) | CM 1966 (Aubour) | 1970-73 | 1970-73 | 1970-73 | 1976 (Baratelli) | 1977 (Rey) (1) |

| 1977 (Rey) (2) |  | CM 1978 (1) | CM 1978 (2) | 1978 (Bertrand-Demanes) | 1978 (Rey) | 1980 (Castaneda) | 1980 (Dropsy) | CM 1982 (1) | CM 1982 (2) | Euro 1984 |

| 1985 (Rust) | 1985 (Rust) | CM 1986 (1) | CM 1986 (2) | CM 1986 (Rust - BEL) | CM 1986 (Bergeroo - BEL) | 1987 (1) | 1987 (2) |  | 1987 (3) | 1988 (1) |

| 1988 (2) | 1989 (1) | 1989 (2) | 1990 (1) | 1990 (2) | 1990 (3) | 1990 (4) | 1991 (Martini) | Euro 1992 (1) | Euro 1992 (2) |

| 1993 (Lama, vs Israel) | 1993 (Lama) | 1994 (Lama) | 1994 (Barthez) | 1994 (Martini) | 1995 (Barthez) | 1995 (Lama) | Euro 1996 - 1 (Lama) | Euro 1996 - 2 (Lama) | Euro 1996 (Martini) |

| 1996 (Lama) | 1996 (Barthez) | TDF 1997 (Barthez) | TDF 1997 (Charbonnier) | CM 1998 (Barthez - AFS) | CM 1998 (Barthez - ARS/DAN/PAR/ITA) | CM 1998 (Charbonnier - ARS/DAN/PAR/ITA) | CM 1998 (Barthez - CRO/BRE) | CM 1998 (Lama) | CM 1998 (Charbonnier - CRO/BRE) |

| 1999 (1 - MAR) | 1999 (2) | 1999 (3) | Euro 2000 (Barthez) | Euro 2000 (Lama) | Euro 2000 (Lama) | CC 2001 (1) | CC 2001 (2) | CM 2002 | CC 2003 |

| 2003 | Euro 2004 | CM 2006 (1) | CM 2006 (2) | CM 2006 (3) | Euro 2008 (1) | Euro 2008 (2) | 2008 | CM 2010 (1) | CM 2010 (2) |

| 2011 (1) | 2011 (2) | 2011 (3) | 2011 (4) | Euro 2012 (1) | Euro 2012 (2) | Euro 2012 (3) | 2013 | CM 2014 (1) | CM 2014 (2) |

| CM 2014 (3) | Euro 2016 (1) | Euro 2016 (2) | Euro 2016 (3) | 2018 | CM 2018 (1) | CM 2018 (2) | 2020 | 2020 (2) | Euro 2020 |

| CM 2022 (1) | CM 2022 (2) | CM 2022 (3) | Euro 2024 | Euro 2024 | 2024 |